# Ерік Брамхар
Ерік Брамхар (нід. Frederikus ("Eric") Johannes Braamhaar, 13 жовтня 1966, Рейссен, Оверейсел) — нідерландський футбольний арбітр. Арбітр ФІФА з 2002 по 2011 роки. Поза футбольного життя був менеджером з продажу сонячних водонагрівачів, має освіту бухгалтера.

## Біографія
Ерік Брамхар народився 13 жовтня 1966 року в містечку Рейссен, а зараз живе в містечку Ентер, що розташований неподалік.
У 1983 році після завершення курсів при суддівському комітеті національної футбольної федерації Нідерландів, Брамхар вже у віці 17 років обслуговував свої перші матчі в чемпіонатах аматорського рівня. У 1997 році Еріку довірили ігри вищого нідерландського дивізіону.
Ерік Брамхар став арбітром ФІФА 2002 року. Першими матчами на міжнародній арені для Еріка стали ігри юніорського чемпіонату світу 2003 року у Фінляндії. У 2004 році він обслуговував товариський матч збірних Італії та Чехії. У 2005 році відсудив один матч домашнього молодіжного чемпіонату світу в Нідерландах.
Однак, одними з найпрестижніших матчів, які йому доводилося обслуговувати, є матчі групових турнірів Ліги чемпіонів у сезонах 2006/07, 2007/08 і 2008/09, а також півфінал Кубка УЄФА 2006/2007 між клубами «Осасуна» і «Севілья». У сезоні 2011/12 Ерік завершив свою кар'єру на міжнародній арені через досягнення вікового цензу.
Брамхар також обслуговував матчі відбіркового турніру чемпіонатів світу та Європи. Наприклад, 11 жовтня 2006 року він обслуговував гру відбіркового етапу Євро-2008 між збірними Росії та Естонії, а 11 жовтня 2008 року відбірковий матч ЧС-2010 між збірними України і Хорватії.
Незвичайною подією в його суддівської кар'єри стало призначення на матч 3 туру російської прем'єр-ліги між ЦСКА і «Локомотивом» (2:0), який на думку суддівського комітету Росії він відсудив на хорошому рівні.

## Критика
20 лютого 2007 року обслуговуючи матч Ліги чемпіонів УЄФА «Лілль» — «Манчестер Юнайтед». Арбітр зарахував гол, забитий на 83-й хвилині Раяном Гіггзом зі штрафного, виконаного без свистка арбітра під час установки стінки. Гравці французької команди в знак протесту відмовилися продовжувати матч, втім делегат УЄФА переконав їх закінчити гру, зазначивши, що в разі відмови їх клуб буде дискваліфіковано з турніру.
У березні 2007 року в матчі голландського чемпіонату реакцією арбітра на п'ятий забитий «Аяксом» гол у ворота «ПСВ Ейндховен» став несподіваний прояв радості. Емоції Брамхар пояснював тим, що він правильно розсудив епізод перед взяттям воріт, дозволивши продовжити гру, незважаючи на грубе порушення правил з боку гравця «ПСВ».